# Altaïr Ibn-La'Ahad
Altaïr Ibn-La'Ahad is een personage uit de computerspelserie Assassin's Creed. Het personage speelt enkel de hoofdrol in het eerste deel: Assassin's Creed. Altaïr heeft ook een belangrijke rol in Assassin's Creed: Revelations.
Hij is een Assassijn uit het 12de-eeuwse Syrië ten tijde van de Derde Kruistocht in het eerste deel van de reeks. Daarnaast is hij een voorouder van Desmond Miles. In het subdeel 2.3 Assassin's Creed: Revelations (dat zich in de renaissance afspeelt) bemachtigd Ezio Auditore da Firenze een soort sleutel waarmee hij in de herinneringen van Altaïr kon kijken.

## Jeugd
Altaïr had twee ouders die allebei Assassijn waren, zijn moeder Maud (?-1165) was christelijk en zijn vader Umar Ibn-La'Ahad (?-1176) was moslim. Terwijl Altaïrs moeder overleed tijdens zijn geboorte werd zijn vader (toen Altaïr zelf elf jaar was) vermoord door de Saracenen als vergelding voor het doden van een edelman tijdens het Eerste Beleg van Masyaf. Hierop rende Altaïr naar Al Mualim, de grootmeester van de Orde der Assassijnen, die hem vertelde om zijn vader op te volgen. Altaïr werd van die jonge leeftijd opgeleid tot Assassijn.

## Latere leven
Al op zijn 24e (25e rang) werd hij benoemd tot meesterassassijn en kreeg hij verschillende opdrachten. Bij een van zijn opdrachten moest Altaïr een deel van het paradijs bemachtigen, een soort artefact dat in handen was van Robert de Sablé, een Tempelier. Dit mislukte en Altaïr had de regels van de Orde overtreden, zoals een onschuldige doden. Hierdoor zakte zijn rang terug naar 'leerling' en werd hem veel afgenomen. Al Mualim besloot hem echter een tweede kans te geven: om zijn eer terug te winnen moest hij negen Tempeliers doden, waaronder Robert de Sablé. Dit lukte, maar hij kwam erachter dat Al Mualim ook een Tempelier was en na een lang gevecht wist Altaïr hem te doden en hem het deel van het paradijs af te nemen. Altaïr verbrandde het lichaam van zijn meester om zeker te weten dat hij echt dood was, maar kreeg hierop veel kritiek en Abbas, een andere Assassijn, greep de macht. Dit resulteerde in de dood van Altaïrs jongste zoon Sef en vrouw Maria. Altaïr vluchtte met zijn tweede zoon Darim. Op zijn tweeëntachtigste keerden ze terug en vermoordden Abbas. Altaïr werd het nieuwe hoofd van de Assassijnen. Tien jaar later werd Masyaf aangevallen door de Mongolen. Ze sloegen de aanval af,met behulp van het deel van het paradijs maar Altaïr was hierna zo uitgeput en bang voor een nieuwe aanval dat hij iedereen uit Masyaf liet vluchten, ook Darim en zijn gezin. Darim nam een groot deel boeken van zijn vader mee voordat hij vertrok. Nadat hij zijn zoon een laatste omhelzing gaf en het artefact verborg in een geheime ruimte, stierf Altaïr aan een hartstilstand. Zijn skelet zou pas jaren later worden gevonden door Ezio Auditore da Firenze.